# 台北二一
《台北二一》，台灣導演楊順清繼《扣扳機》之後的第二部電影作品，劇情以跨入21世紀、面臨經濟蕭條的台北都會為背景，勾繪出現代青年男女在高物價與低收入之雙重現實壓力下之都會愛情生活故事。本片榮獲第四十九屆亞太影展最佳影片獎之殊榮。
如果說楊德昌導演的《青梅竹馬》是1980年代城鄉變遷中台北壯年男女的切片，那麼楊順清導演的《台北二一》就是二十一世紀經濟不景氣中台北青年男女的樣本。

## 故事
|                | 失憶的城市，愛情是唯一的出路。 In the hopeless city, we love with hope. |
| ——《台北二一》 |                                                                         |

### 劇情大綱
「台北二一」描述一對生活在台北都會區的青年男女，男生名為阿宏，白天在房屋仲介公司上班，晚上還要到日式酒店打工，邊學日文邊賺錢，預備將來買車買房，成家立業。女生名為小瑾，白天在外商高級精品服飾店上班，晚上則要補習語文。
他們這一對在外打拼的年輕情侶，在高房價的台北連一間同居的套房都租不起，更遑論結婚生子。兩人交往七年後，小瑾在阿宏二十七歲生日的那天偷偷預購了一間小套房，所以，兩人商議若不能一起買下房子，那麼女的就要出國唸書然後雙方分手，兩人只能二選一。對於小瑾的這項買屋提議，阿宏並不領情，以兩人經濟狀況不佳為由而拒絕。從此兩人即將分手，七年的感情告終。
爾後接下來的七天，就是他們分手的故事，也是每一段陷入絕境的感情，又重拾希望的過程。 

### 電影反思
電影海報上的題字「失憶的城市，愛情是唯一的出路 ( In the hopeless city, we love with hope ) 」，意喻著在現實的絕望中，只有將希望寄予愛情的無奈！
這類因經濟與家庭因素，而面臨兩難抉擇的愛情故事，正是時下許多年輕男女現實生活中的深刻體認。劇中阿宏與小瑾所演繹的，正是許多外表光鮮亮麗，但實則入不敷出，捉襟見肘的現代都會男女之鮮活刻畫。
從劇中的單一人物拓展開來，由整體社會的角度來做較全面的思量，小瑾與阿宏帶給我們的啟示，不再只限於「窮忙族」為打拼經濟所做的無力掙扎，而是貧富懸殊差距下的社會大環境，已令這一世代的年輕男女在所謂 「生存遊戲」的迷失當中，盲目的追求，卻永遠也看不見未來。

## 人物角色
- 小瑾（林孟瑾飾）
- 阿宏（蔡信弘飾）

## 獎項
- 第四十九屆亞太影展最佳影片獎（日本福岡）

## 外部連結
- Yahoo奇摩電影上《台北二一》的資料（繁體中文）
- 開眼電影網上《台北二一》的資料（繁體中文）
- 豆瓣电影上《台北二一》的資料 （简体中文）
- 时光网上《台北二一》的資料（简体中文）
- AllMovie上《台北二一》的资料（英文）
- 香港影庫上《台北二一》的資料（繁體中文）
- 互联网电影数据库（IMDb）上《台北二一》的资料（英文）
- 台北二一 - 臺灣電影網 Taiwan Cinema